# Жълтоклюн албатрос
Жълтоклюният албатрос (Thalassarche chlororhynchos) е вид птица от семейство Албатросови (Diomedeidae). Видът е застрашен от изчезване.

## Разпространение и местообитание
Разпространен е в Ангола, Аржентина, Бразилия, Мозамбик, Намибия, Света Елена, Възнесение, Тристан да Куня, Уругвай и Южна Африка.